# Kamienica Salomona Peretza (Rubinlichta) w Warszawie
Kamienica Salomona Peretza, także Kamienica Rubinlichta – kamienica znajdująca się przy ul. Stanisława Noakowskiego 4 w Warszawie.

## Opis
Wczesnomodernistyczną kamienicę zbudowano w latach 1910–1911 według projektu Stanisława Weissa i Henryka Stifelmana dla Salomona Peretza razem z podobną kamienicą przy ulicy Lwowskiej 3.
W 1914 roku kamienica przeszła w ręce Teofilii Młodzianowskiej, a w 1936 odziedziczył ją jej syn Stanisław. Mieszkał tu m.in. płk Kazimierz Młodzianowski, komendant Szkoły Podchorążych oraz późniejszy minister spraw wewnętrznych.
Kamienica spłonęła w czasie II wojny światowej. Została odbudowana z uproszczeniem elewacji.